# Закавказје
Закавказје (рус. Закавказье) или Јужни Кавказ (рус. Южный Кавказ) је геополитички субрегион у оквиру Кавкаског региона, на граници између источне Европе и југозападне Азије. Обухвата подручје некадашњег Совјетског Савеза јужно од највиших врхова Великог Кавказа. Простире се између Црног мора на западу и Каспијског језера на истоку, односно Руске Федерације на северу, Ирана на југу и Турске на југозападу.
У географском смислу овом региону припадају јужни обронци Великог Кавказа, цео Мали Кавказ, Колхидска низија, Курско-араксинска низија, Јерменска висораван и Талишке планине са Ленкоранском низијом.
У политичком погледу у овом региону битишу три међународно признате независне републике:
- Азербејџан
- Грузија и
- Јерменија

Две самопроглашене и делимично признате републике отцепљене од Грузије:
- Абхазија
- Јужна Осетија

У српски језик име овог региона је дошло из руског језика и потиче од речи Закавказье која означава „подручје иза Кавказа“. У међународним круговима област се још назива и Јужни Кавказ (рус. Южный Кавказ) или Транскавказ (рус. Транскавказ).
У политичком смислу подручје је познато као веома нестабилна тачка са учесталим сукобима и ратним дејствима. Посебно неуралгичне тачке су Јужна Осетија и Република Арцах, а велики проблем је и непостојање дипломатских односа између Азербејџана и Јерменије.
У привредном смислу најважнија природна богатства региона леже у нафти и земном гасу, мангановој руди и хидропотенцијалу, те воћарству (цитруси), винарству и узгоју чаја. Подручја данашњих Јерменије и Грузије се сматрају једним од најстаријих виноградарских подручја на свету, по многима родно место винарства.